# Paris-Roubaix 1986
La 84e édition de la course cycliste Paris-Roubaix a eu lieu le 13 avril 1986 et a été remportée pour la deuxième fois par l'Irlandais Sean Kelly. L'épreuve comptait 268 kilomètres.

## Classement final
|    | Cycliste            | Équipe                 | Temps           |
| -- | ------------------- | ---------------------- | --------------- |
| 1  | Sean Kelly          | Kas                    | 6 h 48 min 23 s |
| 2  | Rudy Dhaenens       | Hitachi                | + 1 s           |
| 3  | Adrie van der Poel  | Kwantum                | + 1 s           |
| 4  | Ferdi Van Den Haute | Skala                  | + 2 s           |
| 5  | Ludo Peeters        | Kwantum                | + 1 min 29 s    |
| 6  | Johan van der Velde | Panasonic              | + 1 min 29 s    |
| 7  | Marc Sergeant       | Lotto                  | + 1 min 29 s    |
| 8  | Francesco Moser     | Supermercati Brianzoli | + 1 min 29 s    |
| 9  | Patrick Versluys    | Fangio                 | + 1 min 29 s    |
| 10 | Nico Verhoeven      | Skala                  | + 1 min 29 s    |